# Рычаг тремоло

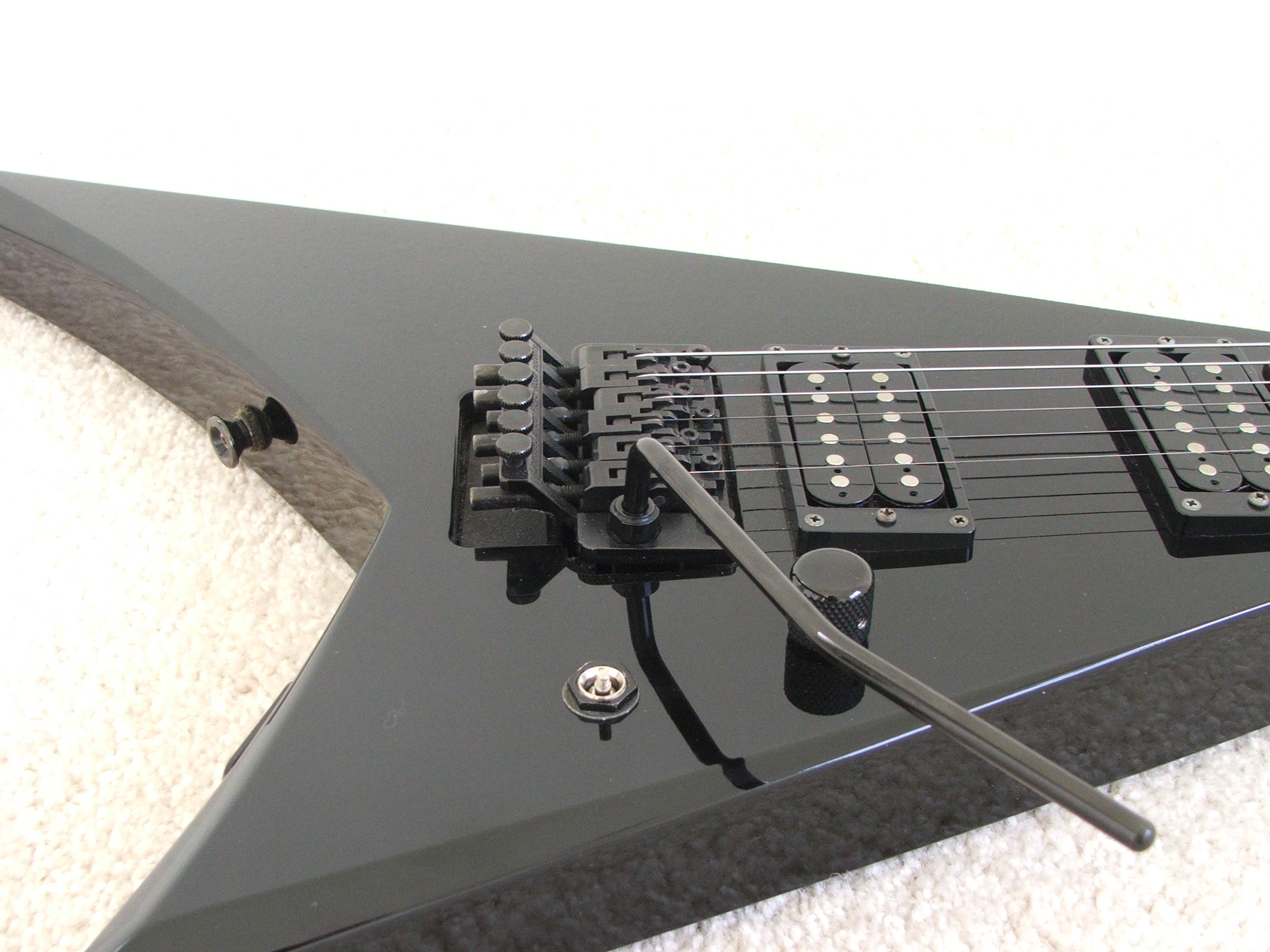
Рычаг тремоло системы Floyd Rose на электрогитаре Jackson RR

Рычаг тремоло (англ. whammy bar, vibrato bar, tremolo bar; также вибрато) — механическое устройство в виде рычага, устанавливаемое на струнодержателе гитары, дающее возможность изменения высоты тона с помощью движения этого рычага. Перемещение тремоло изменяет напряжение струн в скролле и тем самым меняет музыкальный строй инструмента. Рычаг тремоло был изобретён в 1930-е годы, но массово внедрён в производство гитар в конце 1940-х — начале 1950-х годов; первоначально имел целью дать возможность гитаристам создавать при игре гармоничные колебания в соответствии с вибрато, но со временем с его помощью было изобретено много новых игровых приёмов, позволяющих достичь звучания, неслыханного доселе.
Хотя с «технической» точки зрения более правильным названием для данного рычага было бы — в соответствии с принципом его работы — словосочетание «рычаг вибрато», в среде гитаристов наиболее широкое распространение получил именно термин «тремоло». В разных языках встречаются также различные «просторечные» его названия.
Особенности игры с тремоло на электрогитаре:
1. Снижение строя струн.
2. Вибрато
3. Дайв-бомба